# Olympische Jugend-Sommerspiele 2010/Teilnehmer (Libanon)
| Gelbes Symbol für Goldmedaillen mit stilisierten Olympischen Ringen | Graues Symbol für Silbermedaillen mit stilisierten Olympischen Ringen | Braundes Symbol für Bronzemedaillen mit stilisierten Olympischen Ringen |
| ------------------------------------------------------------------- | --------------------------------------------------------------------- | ----------------------------------------------------------------------- |
| —                                                                   | —                                                                     | 1                                                                       |

Die Jugend-Olympiamannschaft aus dem Libanon für die I. Olympischen Jugend-Sommerspiele vom 14. bis 26. August 2010 in Singapur bestand aus fünf Athleten.
Fahnenträger bei der Eröffnungsfeier war der Taekwondoin Michel Samaha.

## Medaillengewinner
Mit einer gewonnenen Bronzemedaille belegte das libanesische Team Platz 85 im Medaillenspiegel. Es war die erste olympische Medaille für den Libanon seit 1980.

### Bronze
- Michel Samaha, Taekwondo: Klasse bis 73 kg

## Athleten nach Sportarten

### Fechten
Mädchen
- Rita Abou Jaoude
Florett Einzel: 12. Platz

### Judo
Mädchen
- Caren Chammas
Klasse bis 63 kg: 7. Platz
Mixed: 9. Platz (im Team München)

### Schwimmen
| Mädchen - Nibal Yamout 200 m Brust: 19. Platz (Vorrunde) 200 m Lagen: 23. Platz (Vorrunde) | Jungen - Abbas Raad 50 m Freistil: 30. Platz (Vorrunde) 50 m Rücken: 13. Platz (Halbfinale) |

### Taekwondo
Jungen
- Michel Samaha
Klasse bis 73 kg: Bronze